# Élodie Fontanová
Élodie Fontanová, rodným jménem Élodie Fontan (* 9. července 1987 Bondy), je francouzská herečka, která na filmovém plátně debutovala v roce 1996 rolí Fanny Monierové v dramatu Povolání: Učitel.

## Herecká dráha
Roku 1993, ve věku šesti let, se objevila v reklamním spotu automobilky Nissan.
Zahrála si v televizních filmech a seriálech, včetně Kriminálky Paříž (2007 a 2014) nebo Příliš brzy (2010). V komedii Co jsme komu udělali? z roku 2014 ztvárnila postavu Laure – nejmladší ze čtyř dcer katolíků, která si jako její sestry našla za partnera nikoli typického Francouze.
Je členkou komediálního souboru La Bande à Fifi, do kterého patří také Philippe Lacheau, Tarek Boudali, Reem Kherici a Julien Arruti.
Od roku 2016 je jejím partnerem Philippe Lacheau.

## Herecká filmografie

### Film
| Film | Film                       | Film              | Film     |
| Rok  | Film                       | Role              | Poznámka |
| ---- | -------------------------- | ----------------- | -------- |
| 1996 | Povolání: Učitel           | Fanny Monier      |          |
| 2014 | Co jsme komu udělali?      | Laure Verneuil    |          |
| 2015 | Léto All Exclusive         | Julie             |          |
| 2016 | Venise sous la neige       | Nathalie          |          |
| 2017 | Alibi na klíč              | Florence Martin   |          |
| 2017 | Mission Pays basque        | Sibylle Vernier   |          |
| 2018 | Brillantissime             | parašutistka      |          |
| 2019 | Co jsme komu zase udělali? | Laure Verneuil    |          |
| 2019 | Nicky Larson: Agent amatér | Laura Macroni     |          |
| 2021 | Super-Blb                  | Éléonore Dugimont |          |
| 2023 | Alibi na klíč: Den D       | Flo Martin        |          |

### Televize
| Televize   | Televize                    | Televize           | Televize                               |
| Rok        | Film                        | Role               | Poznámka                               |
| ---------- | --------------------------- | ------------------ | -------------------------------------- |
| 1996 –1998 | La Croisière foll'amour     | Strelina           | seriál                                 |
| 1998       | Meurtres sans risque        | Tiphanie Gallais   | televizní film                         |
| 2004       | K.ça                        | Véro               | seriál                                 |
| 2008 –2009 | Seconde Chance              | Aona               | seriál, také hrála v roce 2005         |
| 2006       | Sois le meilleur            | Anne-Sophie        | televizní film                         |
| 2006       | Boulevard du Palais         | Lisa Viannet       | seriál, díl „Meurtre en négatif“       |
| 2007       | Právo na smrt               | Estelle            | televizní film                         |
| 2007       | Brigade Navarro             | Élodie Revault     | seriál, díl „Carambolage“              |
| 2007       | Kriminálka Paříž            | Lisa Berthier      | seriál, díl „L'ombre d'un doute“       |
| 2008       | Pas de secrets entre nous   | Vanessa            | seriál                                 |
| 2008       | Marie et Madeleine          | Marie              | televizní film                         |
| 2008       | Paris, enquêtes criminelles | Claire Beaupré     | seriál                                 |
| 2009       | Femmes de loi               | Aurore             | seriál, díl „Un loup dans la bergerie“ |
| 2011       | Joséphine, ange gardien     | Alexandra          | seriál, díl „Un bébé tombé du ciel“    |
| 2011       | Le Jour où tout a basculé   | Louise             | seriál                                 |
| 2010       | Příliš brzy                 | Alyzée Bertier     | seriál                                 |
| 2014       | Kriminálka Paříž            | Cecile Carrera     | seriál, díl „Le rat et la danseuse“    |
| 2014       | Duel au soleil              | Peggy              | televizní seriál, 2. díl 1. série      |
| 2015       | Vůně vraždy                 | Vanessa            | televizní film                         |
| 2019       | Prise au piège              | Anna Rivière       | minisérie                              |
| 2020       | Meurtres en Pays cathare    | Pauline Franchet   | televizní film                         |
| 2020       | Big Five                    | Catherine Raimbaud | televizní seriál                       |